# Lindernia foliosa
Lindernia foliosa é uma espécie botânica do gênero Lindernia pertencente à família Linderniaceae.